# ولایت ایواکی (۷۱۸)

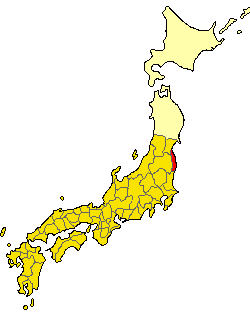
نقشه ژاپن در (سال ۷۱۸). این ولایت با رنگ تیره مشخص شده است.

ولایت ایواکی (به ژاپنی: 石城国 Iwaki-no kuni) یکی از ولایت‌ها در تقسیم‌بندی کشوری قدیم ژاپن بود.